# Сумчатый тушканчик
Сумчатый тушканчик (Antechinomys laniger) — единственный вид рода сумчатых тушканчиков. Обитает в лесистых местностях и в полупустынях, покрытых кустарниками, в центральной и южной части Австралии.

## Классификация
Сумчатый тушканчик впервые был описан в 1856 году английским орнитологом Джоном Гульдом, который включил его в состав рода мышевидок. Впоследствии вид был классифицирован в составе рода Sminthopsis, пока на основе молекулярных исследований не подтвердилось, что этот вид принадлежит к самостоятельному роду сумчатых тушканчиков, или Antechinomys, который был описан в 1867 году австралийским зоологом Джерардом Креффтом.
В прошлом в роде сумчатых тушканчиков зачастую выделялись два вида: Antechinomys laniger (или восточноавстралийский сумчатый тушканчик) и Antechinomys spenceri (или центральноавстралийский сумчатый тушканчик). Последний из них недавно был переклассифицирован в подвидовый статус. Латинское слово laniger означает «шерстистый».

## Распространение
Сумчатые тушканчики довольно редкий вид, встречающийся в засушливых районах Австралии. В последние годы ареал животного резко сократился. Небольшие популяции в районе бухты Седар в Квинсленде и в южной части Нового Южного Уэльса в настоящее время вымерли.
Сумчатые тушканчики встречаются на пустынных равнинах, покрытых глинистыми отложениями или пустынной коркой; ограниченные популяции обитают на территории солончаков.

## Описание
Длина тела сумчатого тушканчика составляет 7—10 см, а длина хвоста достигает 10—15 см. Вес — 20—30 г; самцы имеют большие размеры и вес, чем самки. Отличительные черты сумчатых тушканчиков — удлинённые четырёхпалые задние ноги и торчащие уши. Цвет верха колеблется от желтовато-серого до песчано-коричневого; низ белый. Волосяной покров длинный и густой.

## Образ жизни
Период активности сумчатых тушканчиков — ночь. В дневное время они прячутся в своих наземных норах. Плотоядны: питаются преимущественно наземными беспозвоночными, в том числе пауками, тараканами и сверчками. Передвигаются не прыжками, как считалось ранее, а скорее галопом: сначала они подпрыгивают задними лапками, а затем приземляются на передние.

## Размножение
Период размножения длится с зимы до весны. Выводковая сумка развивается в период размножения, открывается назад, имеет 6—8 сосков. Молодняк (3—6 детёнышей), как правило, появляется на свет в августе — ноябре. Детёныши отлучаются от груди через три месяца. Половая зрелость наступает через год. Продолжительность жизни — 2—3 года.